# Cetinje
Cetinje (en montenegrí: Cetinje, Цетиње) és una ciutat i l'Antiga Capital Reial de Montenegro. També és la segona capital i capital històrica de Montenegro (Приjестоница / Prijestonica), amb la residència oficial del President de Montenegro. El 2011 la població era de 13.991 habitants.
És el centre del Municipi de Cetinje (16.757 habitants el 2011). La ciutat es troba en una petita plana càrstica envoltada de muntanyes de pedra calcària, entre les quals hi ha el Mont Lovćen, la muntanya negra que dona nom al país.